# Thomas Wayne
Thomas Gabriel Wayne es un personaje ficticio que aparece en los cómics estadounidenses publicados por DC Comics. Es el padre de Bruce Wayne (Batman) y esposo de Martha Wayne. Wayne fue presentado en Detective Comics # 33 (noviembre de 1939), la primera exposición de la historia de origen de Batman. Un talentoso médico y filántropo de Gotham City, Wayne heredó la fortuna de la familia Wayne después de Patrick Wayne. Cuando Wayne y su esposa son asesinados en un atraco callejero, Bruce se inspira para luchar contra el crimen como el vigilante Batman.
Wayne revivió en el cómic alternativo de Geoff Johns, Flashpoint (2011), en el que juega un papel importante como una versión endurecida de Batman, cuyo hijo fue asesinado en lugar de su esposa y él mismo, y muere nuevamente al final de la historia. Wayne regresó al Universo DC principal en DC Rebirth, como una amalgamación revivida de su autodestrucción original por Joe Chill y su Flashpoint Batman siendo autodestruido por Eobard Thawne en "The Button". Wayne ha sido representado en cine y televisión por David Baxt, Michael Scranton, Linus Roache, Grayson McCouch, Jeffrey Dean Morgan, Ben Aldridge, Brett Cullen y Luke Roberts.

## Fondo
Thomas Wayne, MD rara vez se muestra fuera de los recuerdos de Bruce Wayne y Alfred Pennyworth sobre él, y a menudo a través de los sueños y pesadillas de Bruce. Con frecuencia se lo representa como si se pareciera mucho a su hijo, pero con bigote.
Un hecho notable en la biografía de Thomas fue cuando Bruce cae a través de una fisura en la propiedad Wayne, en lo que algún día se convertiría en la Baticueva (a veces la fisura se reemplaza por un pozo abandonado). Thomas finalmente rescata a su hijo aterrorizado de la cueva.
El papel del Dr. Wayne en la futura carrera de vigilantes de su hijo se amplía en The First Batman, una historia de la Edad de Plata que revela que el Dr. Wayne ataca y derrota a los matones mientras está vestido como un "Batman" para un baile de disfraces. Según la historia, las acciones del Dr. Wayne resultan en el encarcelamiento del jefe del crimen Lew Moxon; diez años después, Moxon le ordena a Joe Chill que mate al Dr. Wayne. Al darse cuenta de que Moxon ordenó la muerte de sus padres, Batman se enfrenta a Moxon, que ahora sufre de amnesia y, por lo tanto, no recuerda al Dr. Wayne. Cuando su atuendo está roto, Batman usa el de su padre para asustar a Moxon. Efectivamente, el disfraz restaura la memoria de Moxon; el exjefe del crimen entra en pánico, creyendo que el fantasma de Thomas está atacando, huye a las calles y es golpeado y asesinado por un camión. Estos eventos fueron contados nuevamente en la miniserie de 1980 The Untold Legend of the Batman. Después de la Crisis en Tierras Infinitas, Thomas como el "Primer Batman" fue retconned - en su lugar, asiste al baile de disfraces como Zorro. Esto se volvió a ajustar una vez más en las páginas de Superman / Batman, donde Superman, con la esperanza de revertir algún cambio que altera el universo en las corrientes de tiempo, aterriza en una versión de Gotham City en la que Thomas nunca murió, y lo encontró dando dulces de Halloween en el traje original de Batman.
En muchas de las interpretaciones modernas del personaje, como las de Frank Miller y Jeph Loeb, Thomas Wayne es retratado como un padre distante y severo, que otorga más amabilidad y generosidad a sus pacientes que a su propio hijo.
Se sospechaba que el Dr. Wayne era el padre de Bane. Sin embargo, las pruebas de ADN demostraron que esto era falso, y recientemente se reveló que el verdadero padre de Bane era el Rey Serpiente.
En Batman: The Long Halloween, un flashback revela que Thomas Wayne salvó la vida del gánster Carmine Falcone. El padre de Falcone, Vincent Falcone, vino a la Mansión Wayne y le suplicó a Thomas que salvara a su hijo moribundo, quien había sido asesinado por el gánster rival Luigi Maroni. Thomas quería llevar a Falcone más joven al hospital, pero Vincent insistió en que nadie supiera sobre el tiroteo; la cirugía se realizó así en el comedor con Alfred asistiendo. Después de salvar la vida de Carmine, le ofrecieron una recompensa o un favor, pero se negó a aceptar cualquier forma de pago. Sin que Thomas lo supiera, el joven Bruce vio todo esto en silencio desde lejos. Años más tarde, Bruce contempla si Gotham hubiera estado mejor si su padre hubiera dejado morir a Falcone; Alfred responde que Thomas habría ayudado a cualquiera que lo necesitara.
En Superman / Batman # 50, se revela que, mientras conducía con una embarazada Martha Wayne, Thomas es testigo de la caída de un extraño objeto a la Tierra. Mientras lo inspecciona, la conciencia de Thomas se transporta a Krypton y se presenta en forma holográfica. Allí se encuentra con Jor-El, deseando saber qué clase de mundo es la Tierra, ya que es uno de los muchos posibles candidatos para que envíe a su hijo Kal-El. Thomas le dice a Jor-El que la gente de la Tierra no es perfecta, sino que es esencialmente una raza buena y amable, que criaría al niño correctamente, convenciendo a Jor-El de enviar a Kal-El allí. Al regresar a su cuerpo, Thomas usa la tecnología en la sonda Kryptoniana para revitalizar a Wayne. Años más tarde, la tecnología alienígena sería la base de gran parte de la tecnología de lucha contra el crimen de Batman. Thomas registró su encuentro en un diario, que fue descubierto por Bruce en la actualidad.

### Asesinato
Al salir de un teatro, Thomas y Martha Wayne son asesinados por un asaltante frente a su hijo Bruce Wayne. Esta tragedia conmociona a Gotham y lleva a Park Row (la calle donde ocurrió) a ser etiquetado como Crime Alley. Lo más importante, sirve como la motivación para que Bruce se convierta en Batman.

### Presunta doble vida
Durante Batman R.I.P., se alega que Thomas Wayne y Martha Wayne llevaban una doble vida, participando secretamente en actividades criminales, abuso de drogas y orgías, al tiempo que presentaban una fachada de respetabilidad al mundo exterior. Sin embargo, se revela que la supuesta evidencia se modificó después de la historia.
El doctor Simon Hurt, jefe de The Black Glove y el autor intelectual detrás de Batman R.I.P., en realidad afirma ser Thomas Wayne para Bruce Wayne y Alfred Pennyworth. Aunque ambos lo reprenden sin dudarlo, Hurt nunca abandona explícitamente el reclamo.
En la serie de seguimiento en curso, Batman & Robin, se sugiere que algunas, si no todas, estas acusaciones han comenzado a circular por Gotham; Dick Grayson y Damian Wayne asisten a una función de la alta sociedad en la que algunos invitados a la fiesta mencionan vagamente la existencia de rumores que rodean a la familia, y Dick intenta vincular la ausencia de Bruce del ojo público con estar ocupado en limpiar la reputación de su familia. Las cosas llegan a un punto crítico cuando Hurt regresa a la ciudad, alegando ser Thomas Wayne para tomar el control de la Mansión Wayne y establecerse como el nuevo Batman, pero Grayson y Damian lo superan.
Se insinúa durante el curso de la serie de Batman y Robin que la identidad real de Simon Hurt es Thomas Wayne, aunque una del siglo XVII que era una 'oveja negra' de la familia Wayne y prolonga su vida a través de rituales ocultos. En la miniserie El regreso de Bruce Wayne y sus consecuencias Bruce Wayne: The Road Home cimenta el estado de Hurt como el anciano Thomas Wayne de la Edad Puritana, enloquecido por su reunión con Barbatos, el Hyper-Adapter enviado a través del tiempo junto con Bruce Wayne para garantizar efectividad de la "Sanción Omega" de Darkseid.

## Otras versiones

### Batman: Castillo del Murciélago
En Batman: Castillo del Murciélago, el doctor Bruce Wayne descubre el cerebro preservado de su padre en las profundidades de la universidad de investigación donde trabaja. Roba esta y otras partes del cuerpo en un intento desesperado por revivir a su amado padre de la muerte. Esto no funciona bien debido a varios factores fuera de su control, pero la parte de la criatura que aún reconoce y ama a su hijo hace todo lo posible para ayudar a Bruce a escapar de sus enemigos y exponer a la persona responsable del asesinato de los Wayne; Thomas había descubierto que uno de sus colegas estaba matando personas para perfeccionar el líquido de conservación utilizado para almacenar órganos (incluido el propio cerebro de Thomas, reclamado por su asesino después de su muerte).

### Batman: Dark Knight Dynasty
En Batman: Dark Knight Dynasty, Thomas Wayne y Martha Wayne se salvan de la muerte cuando Valentin Sinclair, realmente Vándalo Salvaje, un hombre que tiene un interés y admiración de larga data por la familia Wayne a pesar de que a menudo terminan oponiéndose a él cuando se enteran de sus planes, asusta a Joe Chill. Sinclair se convierte en socio de Wayne Enterprises, solo para matar a los Waynes cuando amenazan con exponer su plan para desviar el meteorito que le devolvió sus poderes a la Tierra para estudiarlo. Sus muertes llegan a manos del asustadizo secuestrador de Sinclair, Scarecrone, quien les hace recordar el atraco, lo que los lleva a huir de Chill corriendo por su balcón. Esto lleva a Bruce a convertirse en Batman para investigar.

### Batman: Terror Sagrado
En Batman: Terror Sagrado, que representa una línea de tiempo alternativa donde Oliver Cromwell estableció un gobierno teocrático en todo el mundo, Thomas Wayne es el médico jefe del Consejo Privado, pero cuando se descubre que está tratando a varios 'enemigos del estado' como Judíos u homosexuales, la Cámara de la Estrella vota por votación secreta para que él y Martha sean ejecutados y hacer que parezca un atraco al azar.

### Batman: Tierra uno
En la novela gráfica escrita por Geoff Johns y con arte de Gary Frank, Batman:Tierra uno, Thomas Wayne era un médico que se postuló para alcalde contra Oswald Cobblepot. Cobblepot había intentado organizar el asesinato de su oponente durante la salida de este último al cine con su familia, pero un asaltante los atrapó primero y mató a Thomas y su esposa. También está implícito que tanto él como Alfred guardan un secreto traumático.

### JLA: Tierra 2
En JLA: Tierra 2 de Grant Morrison y Frank Quitely, el Thomas Wayne del universo antimateria es el padre del supervillano Owlman. Al igual que su contraparte original, se casó con Martha Kane y engendró a Bruce Wayne. Sin embargo, esta versión también tuvo un segundo hijo llamado Thomas Wayne Jr. Después de que Martha y Bruce fueron abatidos a tiros por un policía corrupto cuando Thomas Sr. se negó a acompañarlo para interrogarlo porque Thomas Wayne había realizado una "operación médica ilegal" se convierte en Owlman para vengarse del sistema de justicia. Más tarde se reveló que Thomas Wayne Sr. actualmente está actuando como comisionado del Departamento de Policía de Gotham City, buscando llevar a su hijo ante la justicia con la ayuda de un cuadro de oficiales idealistas. Owlman considera que su objetivo es "castigar" a su padre por dejar morir a su madre y su hermano.

### Superman: hijo rojo
En Superman: hijo rojo (sin nombre) de Mark Millar. Los padres de Batman son anticomunistas manifestantes en la Unión Soviética. El comisario de la NKVD, Pyotr Roslov, los ejecuta en su casa por imprimir y distribuir panfletos anticomunistas. Su hijo es testigo de los asesinatos e intentos de derrocar al Partido Comunista de la Unión Soviética cuando es adulto.

### Smallville
El quinto número de la continuación del cómic de la serie de televisión Smallville, escrita por el editor ejecutivo de historias Bryan Q. Miller, revela que Lionel Luthor invitó a Thomas a unirse a la sociedad secreta Veritas con Virgil Swann, lo que Thomas rechazó.

### The New 52

#### Tierra 2
En el universo alternativo revisado de Tierra-2 de "The New 52", se revela que Thomas Wayne es la segunda versión de Batman, que sucedió a su hijo como titular a través del uso de la píldora Miraclo de Hourman (Rex Tyler) que mejora su fuerza y agilidad. Afirma que tiene 65 años. En contraste con su representación en la Tierra Prime, él y Martha Wayne son blanco de asesinato debido a la mafia de Thomas de conexiones y esfuerzos posteriores para "enderezarse" cuando Bruce nació. Thomas oculta el hecho de que sobrevivió durante muchos años para mantener a Bruce a salvo. Finalmente, cuando la primera versión de Batman rastrea a Thomas, descubre la verdad y rechaza la razón de Thomas de estar "muerto" durante la mayor parte de la vida de Bruce, lo que lo desalienta de tener alguna relación futura con su hijo, y por extensión de Bruce y la ex familia de Catwoman, Selina Kyle Wayne. Sin embargo, los observó desde lejos y trató de involucrarse lo más que pudo, particularmente con su hija Helena. Después de la muerte de Bruce salvando a la Tierra 2 de una invasión de Apokoliptan, Thomas lo honra al tomar el "manto del Murciélago" y hace uso de Miraclo para ayudarlo a combatir el crimen.
Después de la destrucción de Tierra-2 en la guerra con Apokolips como se ve en la historia de Convergence, Thomas Wayne es uno de los pocos sobrevivientes transferidos al mundo de Telos, junto con Dick Grayson y otros héroes. Mientras investiga este mundo, Thomas viaja con Dick a una variación de Gotham City anterior al Flashpoint, donde tiene una conversación desconocida con Bruce antes de partir con Dick en un Batmóvil volador. Cuando son arrinconados por el Club de Villanos, quienes los persiguen fuera de la ciudad, Thomas se sacrifica en una explosión de bomba suicida, destruyendo la mayor parte del Club de Villanos en el proceso, siendo sus últimas palabras para informar al Club de Villanos que nunca lastimarán al otro Batman.

#### Tierra 3
En el universo alternativo revisado Tierra 3 de "The New 52", Thomas Wayne Sr. aparece en la historia de origen de Owlman. En marcado contraste con el padre de Batman, que era un cirujano y filántropo altamente calificado que había salvado innumerables vidas durante su tiempo, Earth-Three Thomas Wayne es un médico cobarde y sociópata que a menudo mata a sus pacientes (Martha afirma que esto se debe a una "intervención quirúrgica fetiche") y gasta su dinero en abogados para encubrir las muertes de sus pacientes como accidentes. Alfred de Tierra 3 lo mata junto con Martha y Bruce Wayne según las órdenes de Thomas Wayne Jr. Owlman más tarde afirma que su padre era un hombre débil y se pregunta por qué Batman dedicaría su vida al recuerdo de Thomas Wayne de Tierra-Prime.

### DC Comics Bombshells
En la apertura del primer número de los cómics DC Comics Bombshells, ambientado en una historia alternativa de 1940, las vidas de Thomas y Martha Wayne son salvadas por una Batwoman ya existente, lo que implica que Bruce Wayne nunca crecerá para convertirse en Batman. Sin embargo, en el último número, ambientado en 1960, Bruce Wayne, ahora adulto, comienza a entrenar y se convierte en Batman, para honrar a la persona que lo salvó a él y a sus padres.

## En otros medios

### Televisión

#### Acción en vivo
- Si bien Thomas nunca aparece en la serie de televisión Batman de la década de 1960, Bruce Wayne ha mencionado que el asesinato de sus padres es lo que lo motiva a acabar con los delincuentes. En el primer episodio, Bruce menciona los libros de leyes de su padre, lo que implica que su padre no era un médico como las otras versiones.
- Thomas Wayne aparece en la serie de televisión de Fox Gotham, interpretado por Grayson McCouch en el piloto.[14] El asesinato de él y Martha Wayne es el foco principal de la serie, ya que fueron disparados en el episodio piloto por un hombre enmascarado con zapatos brillantes. Este asesinato también fue presenciado por Selina Kyle. En el episodio "El yunque o el martillo", Sid Bunderslaw revela que Thomas había guardado silencio sobre las actividades ilegales en Empresas Wayne. En el episodio "Ira de los villanos: esta bola de barro y maldad", se reveló que Patrick "Matches" Malone fue quien mató a Thomas y Martha Wayne. En el episodio "La ira de los villanos: Pinewood", se revela que Thomas es un querido amigo de Hugo Strange que intentó razonar con él antes de su muerte para no oponerse al grupo detrás de Wayne Enterprises. Esto llevó a Hugo Strange a recibir órdenes de orquestar la muerte de Thomas Wayne. El episodio "Ace Chemicals" reveló que Jeremiah Valeska había secuestrado a un esposo y una esposa que tenían la misma estructura y estructura ósea que Thomas y Martha Wayne donde tenía Mad Hatter de hipnotízalos y un médico que trabaje para él le hará una cirugía plástica. Esto es parte del complot de Jeremiah para recrear la noche en que Thomas y Martha Wayne fueron asesinados. Cuando se trató del asesinato en el callejón, Jeremiah ya había matado a los dobles después de que cumplieron su propósito y los reemplazó con un lavado de cerebro James Gordon y Leslie Thompkins con la hipnosis terminando cuando las perlas tocaron el suelo al morir. Este intento de asesinato fue frustrado por Selina Kyle.
- Thomas Wayne aparece en la serie de precuelas Pennyworth como parte del reparto principal interpretado por Ben Aldridge.[15] En esta versión, es un agente de la CIA que opera desde Gotham en Inglaterra para monitorear a Alfred e ir encubierto en la Liga Sin Nombre.
- Una foto de Thomas aparece en la Mansión Wayne en Titans.

#### Animación
- Thomas Wayne aparece con su esposa en The Super Powers Team: Galactic Guardians, con la voz de Paul Kirby. En un flashback en el episodio "The Fear", se enfrentan a un asaltante no identificado, justo después de ver una película de Robin Hood con su hijo Bruce Wayne. Cuando Thomas intenta luchar contra el asaltante, Bruce dice "No papá, él tiene un ..." y relámpagos mientras disparan a sus padres. Esta fue la primera vez que el origen de Batman se mostró fuera de los cómics.
- Se alude al Dr. Thomas Wayne en The Batman. El Dr. Wayne era un buen amigo de Marion Grange (alcalde de Gotham City durante las primeras cuatro temporadas), Lucius Fox (CEO de Empresas Wayne) y Alfred Pennyworth. Después de llevar a su hijo a ver la película The Cloaked Rider, Thomas y Martha Wayne fueron asesinados por un asaltante no identificado. En varios episodios en la primera temporada, Bruce Wayne repasa el asesinato de sus padres varias veces. En el estreno de la cuarta temporada, Batman le dice a Dick Grayson, cuyos padres acaban de ser asesinados por Tony Zucco, que el "hombre que asesinó a mis padres nunca fue llevado ante la justicia". También en el futuro, se malinterpretó que Thomas era Batman mientras que Martha era Batwoman y su hijo era Red Robin.
- Thomas Wayne aparece varias veces en Batman: The Brave and the Bold, con la voz de Corey Burton (en "Invasion of the Secret Santas!"), Así como Greg Ellis (en "Dawn of the Deadman!") y Adam West (en "Chill of the Night!"). Aparece en un flashback del episodio "Invasion of the Secret Santas!" y también aparece como un fantasma en el episodio "Dawn of the Deadman!". El personaje tiene un papel más central en el episodio "Chill of the Night!", Donde Phantom Stranger lleva a Batman en el tiempo a una fiesta de disfraces a la que asistió Thomas. Batman señala que el traje de Thomas es muy similar a su propio diseño. Batman se une a su padre para luchar contra una banda de ladrones dirigida por Lew Moxon y descubre nueva información sobre el asesinato de Thomas y Martha.
- Thomas Wayne aparece en varias secuencias de flashback en Beware the Batman, con la voz de Anthony Ruivivar. Aparece en los episodios "Secretos", "Caída", "Monstruos" y "Único".

##### Universo animado de DC
- Thomas Wayne tiene apariciones esporádicas en el Universo animado de DC, principalmente con la voz de Kevin Conroy.
  - Thomas Wayne aparece en Batman: La serie animada, inicialmente con la voz de Richard Moll (en "Nothing to Fear", "Dreams in Darkness" y "Two-Face"). En esta versión, Thomas y su esposa Martha Wayne son asesinados en Crime Alley por un hombre no identificado. El asesinato solo se alude ocasionalmente a través de pesadillas. En el episodio "Nothing to Fear", Batman está bajo la influencia del Espantapájaros, tiene miedo a la toxina y tiene una alucinación de que su padre se avergüenza de él. En el episodio "Dreams in Darkness", Batman está nuevamente drogado con toxina del miedo y ve a sus padres caminando hacia un túnel, y corre hacia ellos diciéndoles que se detengan. Entran en el túnel, que se revela como el cañón de un arma gigante, goteando sangre. Batman grita mientras el mundo se blanquea y se escucha un fuerte disparo. En el episodio "Two-Face", Batman tiene una pesadilla sobre su defecto para guardar el villano titular, y Thomas aparece junto a Marta y le pregunta: "¿Por qué no podría ahorrar nosotros, hijo?". La serie también hace uso del motivo rosa que las películas Batman y Batman Forever asociarse con el asesinato. Bruce Wayne deja rosas en el lugar del asesinato de sus padres en el aniversario del evento (como lo hace en los cómics, excepto que deja las rosas en sus tumbas). Como en los cómics, su amiga la Dra. Leslie Thompkins es una de los guardianes legales de su hijo. Thomas también era amigo cercano del Dr. Matthew Thorne y el Dr. Long (facultad de la Universidad de Gotham).
  - Thomas Wayne aparece en Liga de la Justicia Ilimitada. En el episodio "Para el Hombre que lo tiene todo", Batman queda atrapado brevemente por una planta alucinógena llamada "The Black Mercy", que lo coloca en un mundo de sueños idealizado donde su padre luchó y estuvo a punto de derrotar a Joe Chill. Cuando se elimina la Misericordia Negra (por Wonder Woman, que también grita el nombre de Bruce en un esfuerzo por despertarlo del sueño), la alucinación termina con "Chill" recuperando la ventaja y el sonido de un disparo.

### Películas

#### Acción en vivo

##### Batman(serie de películas de 1989)
- Thomas Wayne apareció en Batman (1989) de Tim Burton, interpretado por David Baxt. En un flashback, los Waynes son emboscados en un callejón por Jack Napier y Joe Chill. Mientras Thomas forcejea con Chill, Napier le dispara a él y a Martha. Curiosamente se pensó en Adam West para el papel quien lo rechazó queriendo aún interpretar a Batman.
- Batman Forever presenta un nuevo flashback del asesinato de los Waynes, con Michael Scranton como Thomas Wayne.

##### Trilogía deThe Dark Knight
- Linus Roache interpretó a Thomas Wayne en Batman Begins (2005). En esta encarnación, es cirujano en el hospital de Gotham City, la quinta generación de la familia Wayne que vive en la Mansión Wayne, y fue el presidente de Empresas Wayne. Cuando el joven Bruce Wayne cae en una cueva, Thomas rescata personalmente a su hijo al hacer rapel en la cueva. Thomas le dice a su hijo: "Bruce, ¿por qué nos caemos?... para que podamos aprender a levantarnos de nuevo". De acuerdo con Alfred Pennyworth, él y Martha Wayne creyeron que el ejemplo que dieron ayudaría a inspirar a la élite adinerada de Gotham a participar en la ayuda de la ciudad. Uno de sus esfuerzos incluyó la construcción de un sistema de transporte público eficiente en forma de trenes elevados, con el fin de proporcionar transporte gratuito a la gente de Gotham. En esta versión, él y Martha son asesinados a punta de pistola por Joe Chill. Dejan la actuación de la ópera temprana de Mefistofele cuando Bruce tiene miedo de los artistas vestidos de murciélagos. El Dr. Wayne intenta proteger a su esposa después de que Chill intenta arrancar el collar de Martha. Chill luego dispara y mata a los dos y sale corriendo. Las últimas palabras de Wayne a su hijo son "Bruce ... no tengas miedo". Se revela en la película que la muerte de dos ciudadanos tan prominentes alienta a la élite de Gotham City a traerla de vuelta de la ruina (frustrando temporalmente el plan de Ra's al Ghul para destruir la economía de Gotham).
- En The Dark Knight Rises (2012), Bruce Wayne es ayudado por la memoria de su padre con la fuerza para salir y escapar de la prisión "The Pit" en el Medio Oriente que se parece superficialmente al pozo del que Thomas rescató a su hijo cuando era niño.

##### Universo extendido de DC
- Jeffrey Dean Morgan interpretó a Thomas Wayne en Batman v Superman: Dawn of Justice (2016). En esta versión, los Waynes dejan el teatro después de ver la versión de 1940 de Tyrone Power de The Mark of Zorro. Un atracador los sostiene a punta de pistola bajo un puente de tren. Thomas se para frente al asaltante en un intento de salvar a su familia, pero el asaltante le dispara. Su esposa Martha Wayne también es asesinada cuando el asaltante intenta tomar su collar de perlas. Pero el collar se rompe en pedazos cuando cae y el asaltante se escapa, probablemente por miedo a la policía. Antes de morir, Thomas ve a su esposa muerta y llama a "Martha" como su última palabra.
- Un retrato de Thomas Wayne a semejanza de Jeffrey Dean Morgan aparece en la Mansión Wayne en Batman v Superman: Dawn of Justice y Justice League.

##### Joker
El 27 de agosto de 2018, se anunció que el actor Alec Baldwin interpretaría a Thomas Wayne en la película Joker (2019).The Hollywood Reporter señaló que la representación sería una desviación de la versión tradicional del cómic con el personaje reinterpretado como "un hombre de negocios cursi y bronceado que está más en el molde de un Donald Trump de los años ochenta". Dos días después, Baldwin le dijo a USA Today que se había retirado del cargo debido a "problemas de programación". El 17 de septiembre de 2018, Brett Cullen fue elegido para el papel, reemplazando a Baldwin.
Thomas Wayne en esta película es retratado con mucha menos simpatía que en otras encarnaciones. Es un exitoso hombre de negocios que se postula para convertirse en alcalde de Gotham City, sin embargo, tiene poca simpatía por las clases bajas, ya que cree que no tienen a nadie más que culpar por su desgracia. Durante el transcurso de la película, Arthur Fleck (Joaquin Phoenix) descubre de una carta que su madre Penny está escribiendo (una de muchas) que él puede ser el hijo de Wayne, fruto de una aventura mientras Penny trabajaba para la familia Wayne. Cuando Arthur se escabulle entre bastidores en un evento y se enfrenta a Wayne, quien refuta la acusación alegando que no hubo una aventura y Penny adoptó a Arthur antes de ser institucionalizado (está implícito, aunque no confirmado, que Wayne creó el papeleo de adopción e hizo que Penny se comprometiera para esconderse). el asunto). Thomas luego golpea a Arthur por hablar antes con su hijo y amenaza con matarlo si alguna vez se acerca a Bruce y lo lastima. Al final de la película, Thomas, Martha y Bruce intentan huir de un disturbio que ha envuelto la ciudad al agacharse en un callejón, solo para que uno de los alborotadores los siga y mate a Thomas y Martha frente a Bruce, siendo influenciados. por los disturbios y matarlos bajo las ideas de Arthur (a diferencia de otras encarnaciones donde el tiroteo es un robo que salió mal).

#### Animación
- Thomas Wayne es mencionado varias veces en The Batman vs. Drácula.
- El Dr. Thomas Wayne aparece en Batman: Gotham Knight, con la voz de Jason Marsden.
- Thomas Wayne aparece en Batman: The Dark Knight Returns, con la voz de Bruce Timm.
- La iteración Flashpoint de Batman aparece en Justice League: The Flashpoint Paradox, con la voz de Kevin McKidd.[20][21] Al igual que en el universo original de Flashpoint, Thomas Wayne se convierte en un vigilante de lucha contra el crimen después de la muerte de su hijo, mientras que Martha Wayne se vuelve loca como el Joker. Batman no se preocupa por el crimen fuera de Gotham City y sus exitosos casinos financian su aparentemente infructuosa lucha contra el crimen. A pesar de su perspectiva cínica, Batman a regañadientes ayuda a Barry Allen con un dispositivo para recrear el accidente detrás de los poderes de Barry como Flash. Después de que el primer intento falla y el segundo intento restaura los poderes de Barry, Batman y Flash contactan a Cyborg en busca de ayuda para localizar a la rama del gobierno que ocultó al frágil Kal-El. Cuando la libertad de Kal-El fracasó junto con los dolorosos recuerdos alterados de Flash, el Caballero Oscuro alternativo intenta evitar el deterioro mental del velocista con la memoria de su hijo. A medida que la Guerra Mundial entre Aquaman y Wonder Woman llega a su punto de ruptura, el crudo equipo de Cyborg se dirige a la batalla final en el avión de Batman. Durante el caos, Batman y Grifter matan a Black Manta, a lo que Batman se refiere secamente a Grifter como el "niño idiota" antes de que el Caballero Oscuro alternativo sea herido por el Amo del Océano. En medio del Profesor Zoom como monólogo de Flash, Batman le dispara al malvado velocista en la cabeza. Antes de que Flash se vaya para escapar del mundo alternativo, Thomas le da a Flash una carta para su hijo. En el universo New 52, Flash le da la carta de Thomas a Batman (Bruce Wayne).
- Thomas Wayne aparece brevemente durante un flashback en Son of Batman.
- Thomas Wayne aparece en Batman vs. Robin, con la voz de Kevin Conroy.[22]
- En The Lego Batman Movie, una imagen de Thomas, Martha y un joven Bruce se ve en la Mansión Wayne mientras Bruce la mira diciéndole a sus padres muertos que salvó a Gotham City nuevamente.
- Thomas Wayne aparece en DC Super Heroes vs. Eagle Talon, con la voz de Frogman.[23]
- La iteración Flashpoint de Batman hace apariciones no sonoras en Suicide Squad: Hell to Pay, recordando el momento en que le disparó a Eobard Thawne en The Flashpoint Paradox, una hazaña reconocida con respeto por Deadshot.

### Videojuegos
- Thomas Wayne hace un cameo en Batman: Rise of Sin Tzu.
- El atuendo de Flashpoint Batman es uno de los disfraces jugables para Batman (Bruce Wayne) en Injustice: Dioses entre nosotros.[24]
- Thomas Wayne aparece en flashbacks en Batman: The Telltale Series, con la voz de Troy Baker. En esta continuidad, se revela que tenía vínculos criminales con Carmine Falcone y el alcalde Hamilton Hill. Además, Thomas fue responsable de llevar por la fuerza a varias personas al Asilo Arkham, incluida la madre de Oswald Cobblepot. Una vez que Martha descubrió el alcance total de sus crímenes, comenzó a planear exponerlo, solo para que Hill descubriera su plan y enviara a Joe Chill a matar a Thomas y Martha en Crime Alley. Bruce y la mayoría de Gotham permanecieron inconscientes de sus crímenes hasta veinte años después de su muerte, cuando un grupo llamado Children of Arkham (un grupo formado principalmente por las víctimas de Thomas y sus seres queridos) divulgó públicamente evidencia de sus crímenes. Debido a que Thomas murió hace mucho tiempo cuando sus crímenes se hicieron públicos, Bruce (a pesar de no estar involucrado en los crímenes de su padre) se convierte en el blanco de gran parte de la ira tanto de los Niños de Arkham como de la gente de Gotham, y muchos de ellos son convincentes. ellos mismos que Bruce no es mejor que su padre.
- Thomas Wayne se menciona en Batman: The Enemy Within, una secuela de Batman: The Telltale Series. Bruce Wayne lo menciona cuando revisa las acciones de su padre y lo menciona cuando habla con Harley Quinn. Él es un factor importante en el por qué Alfred decide dejar a Bruce en el quinto episodio, por temor a que la necesidad de control de Bruce termine en su muerte como lo hizo con Thomas.

#### Batman Arkham
Thomas Wayne aparece en la serie de Batman: Arkham donde Kevin Conroy repite el papel.
- En Batman: Arkham Asylum, Batman, mientras que bajo la influencia de la toxina del miedo de El Espantapájaros en las experiencias flashbacks de sus padres, el asesinato, y tiene pesadillas de sus padres en bolsas de cadáveres en la morgue del centro médico. Además, un banco en Arkham Asylum dedicado a Thomas y Martha Wayne es la respuesta a uno de los acertijos de Riddler, lo que lleva a la biografía desbloqueable de Thomas y Martha.
- Thomas Wayne es aludido en Batman: Arkham City. El Teatro Monarch (el sitio de los asesinatos de Wayne) aparece en Arkham City. Cerca de las puertas del escondite de Ra's al Ghul, Batman se derrumba por los efectos del veneno de sangre del Joker y ve una visión de sus padres frente a una luz, implorando a su hijo que entre y se reúna con ellos. Sin embargo, Batman se encoge de hombros y continúa. Si el jugador visita el sitio del asesinato, Batman descubre un par de contornos de tiza que se asemejan a los cuerpos de sus padres, así como un ramo de flores y una grabación de Hugo Strange, burlándose del caballero oscuro. El jugador entonces tiene la opción de "respetar" el sitio, haciendo que Batman se arrodille en el sitio por un tiempo. Los Waynes asesinatos también se menciona brevemente en una de las cintas de entrevistas del Pingüino, durante el cual narra extraño de estar lleno de alegría después de escuchar los Waynes que habían sido asesinados, el odio revelador de la familia Wayne, debido principalmente a la larga disputa la posición de la familia Cobblepot con ellos.
- El personaje es aludido en Batman: Arkham Origins. Después de su captura del Joker en el Royal Hotel y su regreso a la Baticueva, Batman tiene una visión del asesinato de sus padres en Crime Alley. El sitio del asesinato de los Waynes se puede encontrar en el Callejón del Crimen de Park Row, detrás del Teatro Monarch (en el mismo lugar que apareció en Arkham City). El par de contornos de tiza de Thomas y Martha están presentes junto con una sola rosa. El nuevo traje de Thomas 52 Tierra-2 de Batman es un atuendo alternativo que se puede usar en modo desafío, multijugador en línea y modo historia una vez que se completa la historia principal.
- El traje de Batman de Flashpoint y el nuevo traje de Batman de Tierra-2 de Thomas Wayne aparece en Batman: Arkham Knight, como contenido descargable (DLC).